# Alessandro Poerio
Alessandro Poerio (né le 27 août 1802 à  Naples – mort le 3 novembre 1848 à Venise) est un poète et patriote italien. Appartenant à la famille Poerio, il était le fils de Giuseppe Poerio, le frère de Carlo Poerio et l'oncle de Vittorio Imbriani.